# Camisia sibirica
Camisia sibirica är en kvalsterart som beskrevs av Karppinen och Krivolutsky 1987. Camisia sibirica ingår i släktet Camisia och familjen Camisiidae. Inga underarter finns listade.